# Lespedeza junghuhniana
Lespedeza junghuhniana är en ärtväxtart som beskrevs av Reinier Cornelis Bakhuizen van den Brink. Lespedeza junghuhniana ingår i släktet Lespedeza och familjen ärtväxter. Inga underarter finns listade i Catalogue of Life.